# 加藤健 (野球)
加藤 健（かとう けん、1981年3月23日 - ）は、新潟県北蒲原郡聖籠町出身の元プロ野球選手（捕手、右投右打）、プロ野球コーチ。現在は読売ジャイアンツの二軍バッテリーコーチを務める。
愛称は「カトケン」。

## 経歴

### プロ入り前
新潟県立新発田農業高等学校時代には、対外試合で通算15本塁打を記録。3年生だった1998年の夏には、富樫和大とのバッテリーで、新潟県代表として第80回全国高等学校野球選手権大会に出場した。しかし、初戦に当たる2回戦で、和田毅のいた島根県立浜田高等学校に敗れた。
大会終了後のプロ野球ドラフト会議で、読売ジャイアンツから3位で指名。契約金6,500万円、年俸480万円（金額は推定）という条件で入団した。入団当初の背番号は56。

### 巨人時代
2000年、9月27日の対ヤクルトスワローズ戦（明治神宮野球場）6回裏から、捕手として一軍デビュー。
2001年、フレッシュオールスターゲームにイースタン・リーグ選抜としてスタメンで出場。上野裕平とバッテリーを組んだ。
2002年、2試合に出場するも無安打に終わるなど一軍に定着できなかった。
2005年、イースタン・リーグで打率.289・5本塁打で二軍の成績を収めた。
2006年、4年ぶりに一軍出場を果たすと、同年6月11日の対千葉ロッテマリーンズ戦（千葉マリンスタジアム）でようやく一軍初安打を記録した。その後も少ない出場機会ながら打率.294を記録、同年オフにはハワイ・ウィンターリーグへ派遣。
2007年、9月21日の対横浜ベイスターズ戦（東京ドーム）では負傷していた阿部に代わって先発出場、寺原隼人からプロ初本塁打を放って勝利に貢献した。
2008年、開幕前に左肩を骨折したことで出遅れるも、開幕から控え捕手として一軍入りを果たした。オフには背番号を40に変更。
2009年、7月3日に昇格した。その後、9月20日に抹消されるまでに13打席において2死球を受け、負傷退場も経験するなど苦難の年となった。特に9月4日の対ヤクルト戦（東京ドーム）においては、延長11回に高木啓充から頭部に死球を受けて交代したが、この時すでに巨人は加藤以外に捕手登録されていた阿部慎之助・鶴岡一成をすでに交代させており、急遽捕手経験のある木村拓也が捕手を務めるという事態も発生した（詳細は木村の項を参照）。
2010年、捕手として1試合のみの出場で守備機会も無かった。
2011年、開幕前に阿部が負傷離脱したことで、開幕2戦目となった4月13日の対ヤクルト戦（東京ドーム）では内海哲也とバッテリーを組んで7回途中無失点に抑え、4月15日のヤクルト戦（東京ドーム）では澤村拓一の初登板・初先発でバッテリーを組んだ。
2012年、11月1日の日本シリーズ第5戦には阿部の負傷もありスタメン出場。この試合の4回表の攻撃時、日本ハムの投手多田野数人が投じたボールに加藤はバントの構えから大きくのけぞり、倒れて頭を押さえた。球審の柳田昌夫は当初ファウルボールと判定していたが、その後この投球が加藤の顔に当たったとして「死球」と判断し、多田野は危険球により退場となった。しかし、リプレイの映像では投球は加藤の頭には当たっておらず、評論家からはこの判定を疑問視する声があがっており、加藤が死球を装ったのではないかという疑義も持たれた。引退後に加藤は当たっていないことを認め、多田野、日本ハムファン、審判への謝罪の思いと真相を語っている。（後述）
2015年、阿部の一塁手転向や相川亮二の骨折離脱もあり出番が増加し、2度の猛打賞も記録するなど35試合出場・18安打はプロ17年目にして自己最多を記録。
2016年、10月17日に戦力外通告を受けた。巨人からはポストも用意されたが、11月12日に現役続行を機会を求めて、12球団合同トライアウト（阪神甲子園球場）へ参加。シートバッティング形式の対戦で、5人の投手に対して5打数1安打2三振という結果を残した。12月中旬まで練習を継続したが、NPB他球団から獲得のオファーを受けるまでには至らず、2017年1月に現役を引退した。2016年のイースタン・リーグ最終戦では、堤辰佳ゼネラルマネジャーの計らいで長男との「親子バッテリー」による始球式が実現した。

### 現役引退後
現役引退を決意し、「18歳でプロに入ってから、故郷の新潟に何も恩返しができていなかったので、（引退を機に）何か恩返しをしたい」という抱負を語った。
2017年1月16日、新潟アルビレックス・ベースボール・クラブの球団社長補佐を務めることが発表された。2月からは球団が手掛ける「野球塾」で少年野球を指導やチーム編成などのフロント業務にも携わる。2017年から2019年までジャイアンツジュニアの監督も務めた。
2018年6月20日、「第4回WBSC U-15ワールドカップ」の野球日本代表臨時コーチを務めることが発表された。7月14日から16日、東洋大学野球部グラウンドで行われた強化合宿での指導を担当。
2019年、 球団社長補佐兼非常勤総合コーチに配置転換。背番号は「77」。シーズン終了後の10月24日に退団が発表された。
2020年、読売ジャイアンツの三軍バッテリーコーチに就任。
2021年5月24日に、二軍バッテリーコーチに配置転換。

## 選手としての特徴・人物
安定したリード・キャッチングを誇る。巨人時代には、自身の2年後（2001年）に入団した阿部が長らく正捕手に君臨。その影響で、実働18年ながら、一軍公式戦への出場は通算で185試合にとどまった。しかし実際には、「困った時のカトケン」と呼ばれるほど、2番手捕手としてチームに貢献。人柄の良さからチームメイトからも信頼が厚く、原辰徳監督からは「チームで一番献身的な心を持つ」と言われた。

## 2012年日本シリーズ「死球騒動」の真相
2012年11月1日、北海道日本ハムファイターズ対巨人の日本シリーズ第5戦で起こった出来事。4回表無死1塁で打席に入った加藤はバントの構えを見せ、日本ハムの多田野数人は内角高めへ直球を投じ、それに対して加藤はのけぞるように回避し、頭を押さえながら倒れ込んだ。これを見た球審の柳田昌夫は頭部への危険球と判断。日本ハム・栗山英樹監督の猛抗議も判定は変わらず、多田野には退場処分が下されてしまう。しかし、リプレイを観る限り投球は加藤ではなくバットに当たっていた。多田野はこれについて加藤が死球を演じたとの見方を示し「だます方もだます方。だまされる方もだまされる方」とコメント。一方、加藤は「必死にプレーした。何が起こったのかなという感じ」と言葉を濁し、死球についての明言を避けた。他にも、この時マスクを被っていた日本ハム・鶴岡慎也は「当初ファウルと判定していたものの、原辰徳監督の抗議を受けて死球へ覆した」旨の証言を残しており、このことから一部では「柳田球審が性急な判断を下したのも問題」とされる向きがある。なお、試合は10-2で巨人が勝利。後日談で本人は、審判を騙そうとしたのではなく、頭部に死球を浴びた人間にしか分からない恐怖から来る錯覚が引き起こした衝撃が要因であったと話した。打席で倒れ、痛みがあるような仕草で一塁へ向かったのは、パニック状態の中、強い衝撃を体に感じたためであり、気が動転していたことから死球を思わせ、勢いよく倒れたことで地面に体を強く打った。以上の理由から加藤は体のどこかにボールが当たったと錯覚し、自分で認識する時間もなく、審判から死球を宣告されたという。加藤は「僕はそれまで頭部死球が2回あったんです。その時はヘルメットが割れて、何が起きたかわからなかった。（日本ハム戦の時も）同じように何が起きたかわからず、その場に倒れてしまいました」「（場内の）ブーイングは聞こえました。映像を見て、逆の立場で考えれば僕だってブーイングしたと思います。でも、僕も審判の方をだますつもりはなかったですし、あの時は一瞬で頭が真っ白になってしまった。あの試合以降、多田野投手だって指先の感覚が狂ったかもしれない。審判の方も僕のせいでジャッジに迷いが出るようになったかもしれない。リズムを狂わせてしまい、迷惑をかけてしまった」と語っている。また、死球の判定を受けた次の打席で安打を打つも、ヤジを受けたことで落ち込んでおり、相手内野手の金子誠と飯山裕志から「おう、カトちゃん」「ナイスヒット」と声を掛けられ、救われたという。さらに引退後までこの件についてコメントをしてこなかった理由については「ユニフォームを着ている間は何を言っても言い訳になる」と考えていたためだと語っている。

## 詳細情報

### 年度別打撃成績
| 年 度      | 球 団      | 試 合 | 打 席 | 打 数 | 得 点 | 安 打 | 二 塁 打 | 三 塁 打 | 本 塁 打 | 塁 打 | 打 点 | 盗 塁 | 盗 塁 死 | 犠 打 | 犠 飛 | 四 球 | 敬 遠 | 死 球 | 三 振 | 併 殺 打 | 打 率 | 出 塁 率 | 長 打 率 | O P S |
| ---------- | ---------- | ----- | ----- | ----- | ----- | ----- | -------- | -------- | -------- | ----- | ----- | ----- | -------- | ----- | ----- | ----- | ----- | ----- | ----- | -------- | ----- | -------- | -------- | ----- |
| 2000       | 巨人       | 3     | 3     | 3     | 0     | 0     | 0        | 0        | 0        | 0     | 0     | 0     | 0        | 0     | 0     | 0     | 0     | 0     | 2     | 0        | .000  | .000     | .000     | .000  |
| 2002       | 巨人       | 2     | 1     | 1     | 0     | 0     | 0        | 0        | 0        | 0     | 0     | 0     | 0        | 0     | 0     | 0     | 0     | 0     | 0     | 0        | .000  | .000     | .000     | .000  |
| 2006       | 巨人       | 19    | 40    | 34    | 2     | 10    | 0        | 0        | 0        | 10    | 3     | 0     | 0        | 2     | 1     | 2     | 0     | 1     | 9     | 1        | .294  | .342     | .294     | .636  |
| 2007       | 巨人       | 28    | 25    | 21    | 2     | 4     | 0        | 0        | 1        | 7     | 7     | 0     | 0        | 0     | 2     | 2     | 0     | 0     | 4     | 3        | .190  | .240     | .333     | .573  |
| 2008       | 巨人       | 28    | 38    | 36    | 2     | 7     | 1        | 0        | 1        | 11    | 3     | 0     | 0        | 1     | 0     | 1     | 0     | 0     | 9     | 1        | .194  | .216     | .306     | .522  |
| 2009       | 巨人       | 12    | 13    | 10    | 2     | 2     | 1        | 0        | 0        | 3     | 0     | 0     | 0        | 0     | 0     | 1     | 0     | 2     | 3     | 0        | .200  | .385     | .300     | .685  |
| 2010       | 巨人       | 4     | 3     | 3     | 1     | 0     | 0        | 0        | 0        | 0     | 0     | 0     | 0        | 0     | 0     | 0     | 0     | 0     | 1     | 0        | .000  | .000     | .000     | .000  |
| 2011       | 巨人       | 21    | 39    | 33    | 1     | 5     | 1        | 0        | 1        | 9     | 5     | 0     | 0        | 1     | 0     | 5     | 3     | 0     | 10    | 3        | .152  | .263     | .273     | .536  |
| 2012       | 巨人       | 13    | 20    | 19    | 1     | 3     | 0        | 0        | 0        | 3     | 0     | 0     | 0        | 0     | 0     | 1     | 0     | 0     | 1     | 0        | .158  | .200     | .158     | .358  |
| 2013       | 巨人       | 12    | 31    | 28    | 2     | 6     | 1        | 0        | 0        | 7     | 2     | 0     | 0        | 0     | 0     | 2     | 0     | 1     | 4     | 2        | .214  | .290     | .250     | .540  |
| 2014       | 巨人       | 6     | 12    | 10    | 1     | 4     | 0        | 0        | 0        | 4     | 1     | 0     | 0        | 0     | 0     | 2     | 0     | 0     | 4     | 0        | .400  | .500     | .400     | .900  |
| 2015       | 巨人       | 35    | 83    | 75    | 3     | 18    | 3        | 0        | 0        | 21    | 3     | 0     | 0        | 2     | 2     | 4     | 0     | 0     | 24    | 2        | .240  | .272     | .280     | .552  |
| 2016       | 巨人       | 2     | 0     | 0     | 0     | 0     | 0        | 0        | 0        | 0     | 0     | 0     | 0        | 0     | 0     | 0     | 0     | 0     | 0     | 0        | .000  | .000     | .000     | .000  |
| 通算：13年 | 通算：13年 | 185   | 308   | 273   | 17    | 59    | 7        | 0        | 3        | 75    | 24    | 0     | 0        | 6     | 5     | 20    | 3     | 4     | 71    | 12       | .216  | .275     | .275     | .554  |

### 年度別守備成績
| 年 度 | 球 団 | 捕手  | 捕手  | 捕手  | 捕手  | 捕手  | 捕手  | 捕手     | 捕手     | 捕手     | 捕手     | 捕手     |
| 年 度 | 球 団 | 試 合 | 刺 殺 | 補 殺 | 失 策 | 併 殺 | 捕 逸 | 守 備 率 | 企 図 数 | 許 盗 塁 | 盗 塁 刺 | 阻 止 率 |
| ----- | ----- | ----- | ----- | ----- | ----- | ----- | ----- | -------- | -------- | -------- | -------- | -------- |
| 2000  | 巨人  | 3     | 7     | 2     | 0     | 1     | 0     | 1.000    | 2        | 2        | 0        | .000     |
| 2002  | 巨人  | 1     | 2     | 0     | 0     | 0     | 0     | 1.000    | 0        | 0        | 0        | ----     |
| 2006  | 巨人  | 17    | 77    | 8     | 0     | 1     | 0     | 1.000    | 3        | 2        | 1        | .333     |
| 2007  | 巨人  | 24    | 49    | 3     | 0     | 0     | 0     | 1.000    | 3        | 2        | 1        | .333     |
| 2008  | 巨人  | 21    | 87    | 6     | 2     | 0     | 0     | .979     | 13       | 10       | 3        | .231     |
| 2009  | 巨人  | 10    | 27    | 3     | 0     | 0     | 0     | 1.000    | 2        | 2        | 0        | .000     |
| 2010  | 巨人  | 1     | 0     | 0     | 0     | 0     | 0     | .000     | 0        | 0        | 0        | ----     |
| 2011  | 巨人  | 19    | 72    | 3     | 0     | 0     | 0     | 1.000    | 3        | 3        | 0        | .000     |
| 2012  | 巨人  | 13    | 38    | 11    | 1     | 0     | 0     | .980     | 5        | 3        | 2        | .400     |
| 2013  | 巨人  | 12    | 59    | 6     | 1     | 1     | 0     | .985     | 6        | 4        | 2        | .333     |
| 2014  | 巨人  | 6     | 18    | 0     | 0     | 0     | 0     | 1.000    | 2        | 2        | 0        | .000     |
| 2015  | 巨人  | 32    | 139   | 12    | 1     | 4     | 2     | .993     | 22       | 19       | 3        | .136     |
| 2016  | 巨人  | 2     | 1     | 0     | 0     | 0     | 0     | 1.000    | 0        | 0        | 0        | ----     |
| 通算  | 通算  | 161   | 576   | 54    | 5     | 7     | 2     | .992     | 61       | 49       | 12       | .197     |

### 記録
初記録
- 初出場：2000年9月27日、対ヤクルトスワローズ25回戦（明治神宮野球場）、6回裏に捕手で出場
- 初打席：同上、8回表に五十嵐亮太の前に空振り三振
- 初先発出場：2000年9月29日、対ヤクルトスワローズ27回戦（明治神宮野球場）、8番・捕手で先発出場
- 初安打：2006年6月11日、対千葉ロッテマリーンズ6回戦（千葉マリンスタジアム）、4回表に渡辺俊介から左前安打
- 初打点：2006年6月20日、対東北楽天ゴールデンイーグルス6回戦（東京ドーム）、2回裏に一場靖弘から中犠飛
- 初本塁打：2007年9月21日、対横浜ベイスターズ21回戦（東京ドーム）、7回裏に寺原隼人から左中間越3ラン

### 背番号
- 56（1999年 - 2008年）
- 40（2009年 - 2016年）
- 77（2019年）
- 105（2020年 - 2021年）[注 1]
- 89（2022年 - ）

### 登場曲
- 「Power To The People」John Lennon（ - 2009年、2010年）
- 「The Best Damn Thing」Avril Lavigne（2009年 - 2010年）
- 「Check It Out」Will.i.am & Nicki Minaj（2011年）
- 「Alright!!」Superfly（2011年）
- 「We never give up!」Kis-My-Ft2（2012年 - 2016年）
- 「Everybody Go」Kis-My-Ft2（2012年 - 2016年）

## 著書
- 松坂世代の無名捕手が、なぜ巨人軍で18年間も生き残れたのか（2017年11月竹書房）、ISBN 9784801912861